# Lac Genin
Le lac Genin est un lac de moyenne altitude du massif du Jura.
Il se situe au milieu d'une forêt typiquement jurassienne, composée de sapins, d'épicéas et de feuillus.
Le site est surnommé « le petit Canada du Haut-Bugey » et est classé site pittoresque depuis le 1er mars 1935.
Le lac est situé sur les communes d'Oyonnax, Charix et Échallon, dans le Haut-Bugey.

## Géographie

### Situation
Le lac est situé à la pointe sud-est du territoire de la commune d'Oyonnax, laquelle est reliée à cette étendue d'eau par la route départementale n° 13 (RD13) qui traverse la forêt communale, puis par un chemin vicinal qui rejoint ensuite le territoire de la commune d'Échallon.

### Topographie

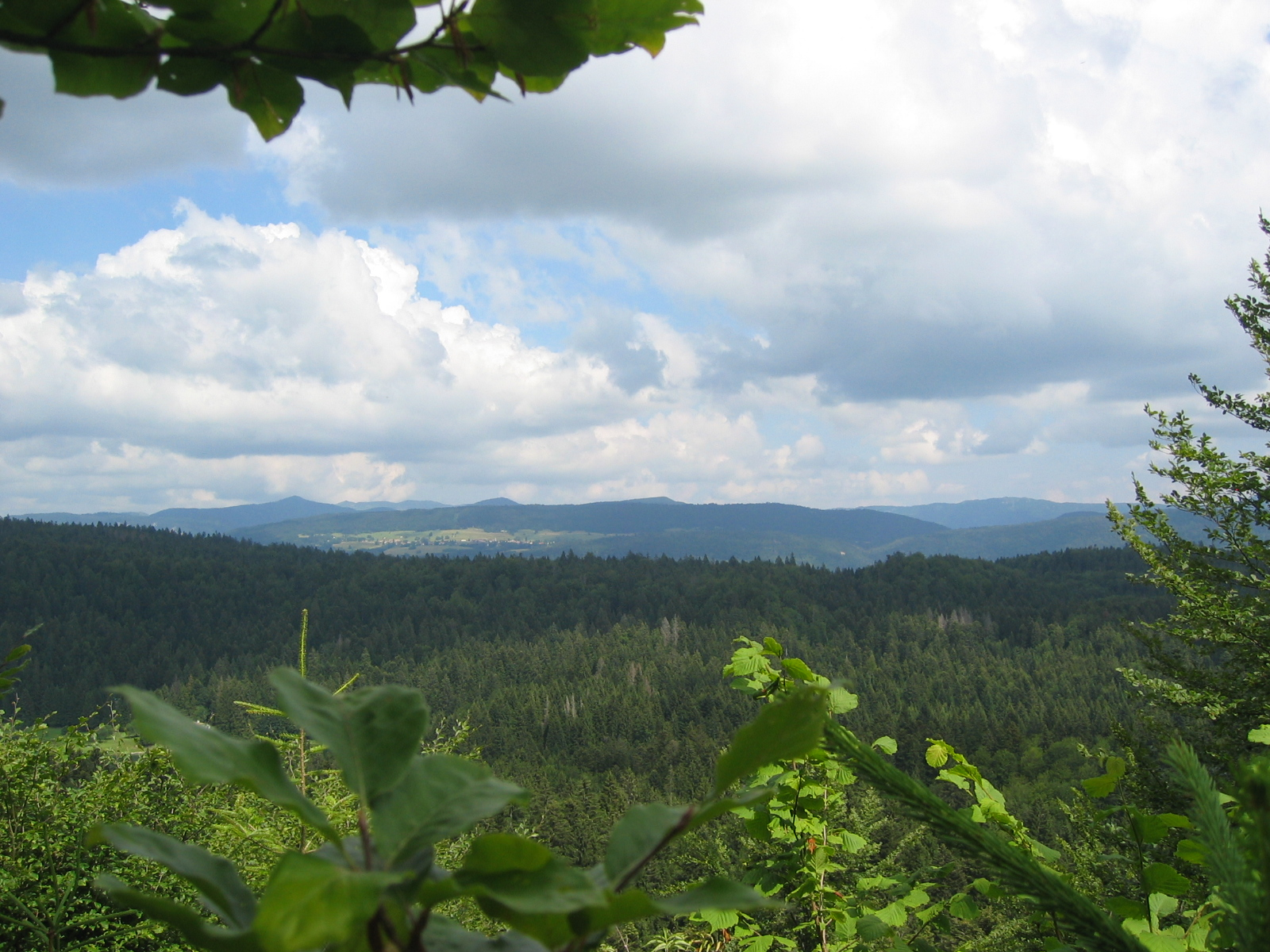
Vue sur le village de Giron et les monts Jura depuis un belvédère surplombant le Lac

- Altitude : 850 m ;
- Surface : 8,15 ha ;
- Longueur maximale : 380 m ;
- Largeur maximale : 330 m ;
- Profondeur maximale : 24 m ;

### Géologie
Ce lac est situé dans une dépression du synclinal de Charix orienté NNE-SSW et segmenté par des fractures NW-SE. Il est alimenté par les eaux de ruissellement et des venues d’eaux souterraines. Le trop-plein s’écoule vers le sud par un réseau souterrain dont l’entrée est bien visible. L’origine de la dépression  est probablement karstique avec surcreusement ultérieur du glacier jurassien et dépôt de sédiments argileux imperméables.

## Histoire
Jusqu'au milieu du XXe siècle, le lac était entouré de plusieurs fermes où l'on cultivait et exploitait les champs et prairies alentour. Aujourd'hui, toutes sont en ruines.

## Tourisme
Le lac est doté d'une plage publique surveillée, d'un hôtel-auberge-restaurant-bar, d'un camping et d'un site d'acrobranche situés à proximité.
En hiver, la pratique du patin à glace sur le lac est autorisée lorsque la température baisse et qu'une couche de glace suffisamment épaisse est présente (13 cm). Cette pratique est gérée par l'auberge du lac.

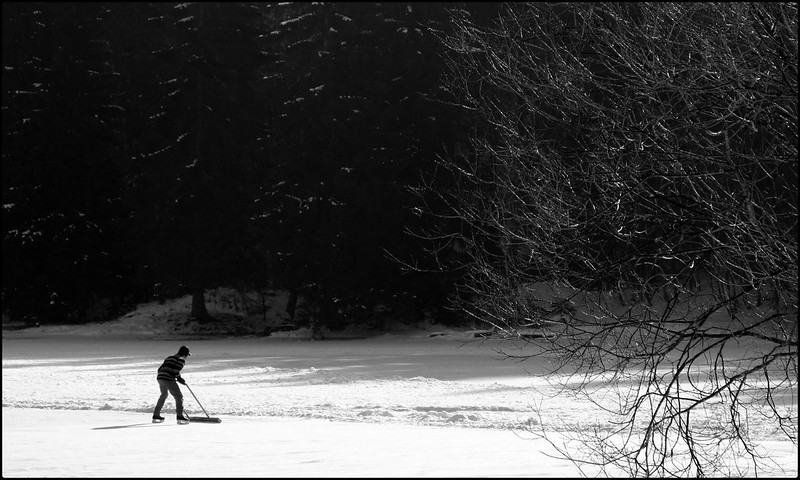
Balayage de la glace.
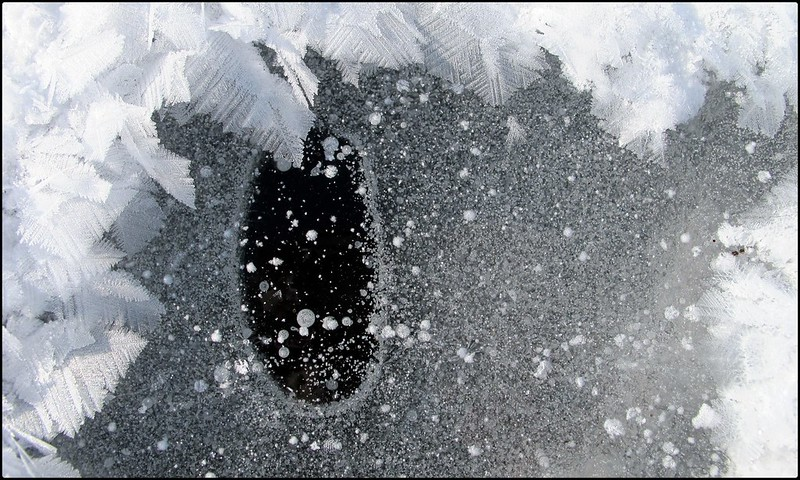
Bulle d'air prisonnière dans la glace.